# Barbourula
Barbourula és un gènere d'amfibis anurs de la família Bombinatoridae que es troba a les Filipines i Borneo.

## Taxonomia
El gènere Barbourula conté dues espècies:
- Barbourula busuangensis (Taylor i Noble, 1924)
- Barbourula kalimantanensis (Iskandar, 1978)